# Зассенберг
Зассенберг (нім. Sassenberg) — місто в Німеччині, знаходиться в землі Північний Рейн-Вестфалія. Підпорядковується адміністративному округу Мюнстер. Входить до складу району Варендорф.
Площа — 78,08 км2. Населення становить 14 215 ос. (станом на 31 грудня 2020).